# Gunnar Asplund
Erik Gunnar Asplund (Stoccolma, 22 settembre 1885 – Stoccolma, 20 ottobre 1940) è stato un architetto svedese.

## Biografia
Nel 1905 si iscrive all'Istituto reale di tecnologia di Stoccolma dove studia architettura. Si laurea nel 1909 e prosegue gli studi presso la Scuola Klara sotto la direzione di quattro architetti noti: Ragnar Östberg, Carl Westman, Ivar Tengbom e Carl Bergsten. Questa scuola era stata creata in opposizione all'Accademia delle Belle Arti. Nel 1913-14 fa un viaggio di studio nel sud dell'Europa in Francia, Italia e prosegue fino alla Tunisia. L'architettura italiana influenzerà molto le sue opere.
Di ritorno in Svezia, nel 1915 vince assieme a Sigurd Lewerentz il concorso per Skogskyrkogården (il Cimitero del Bosco) a Stoccolma. Questo venne realizzato dal 1917 al 1940 ed è stato iscritto nell'Elenco del Patrimonio Culturale dell'Umanità dell'UNESCO nel 1994. All'attività di progettista aggiunge l'attività teorica: durante gli anni 1917-20 è redattore della rivista "Arkitektur" e a partire dal 1931 diventa professore di architettura all'Istituto Reale di Tecnologia a Stoccolma. Disegna anche mobili fra cui lo sgabello 323, oggi riproposto dalla ditta svedese Kallemo, e anche la sedia Göteborg e la poltrona Senna, riproposte da Cassina.

## Opere realizzate

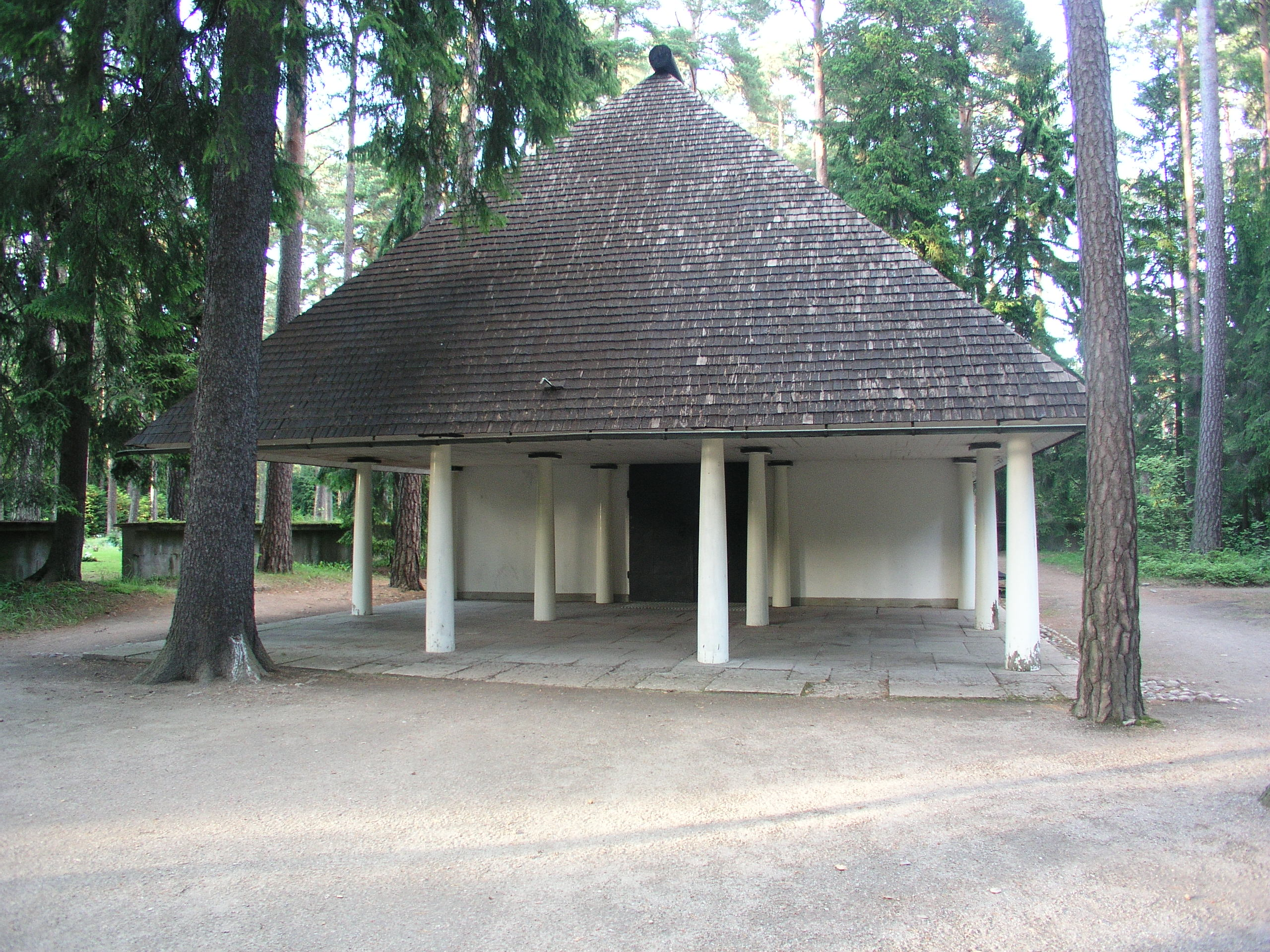
La cappella del bosco, Stoccolma, 1917-20

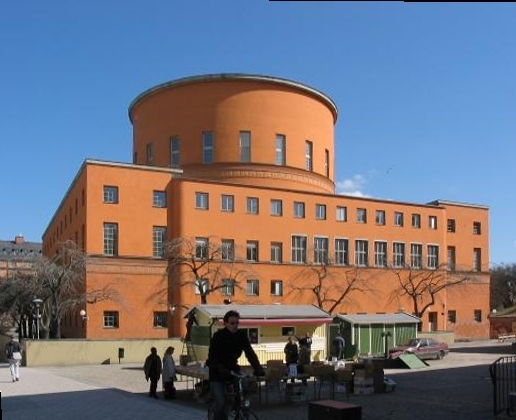
Biblioteca civica di Stoccolma, 1920-28

- 1915-1924 Scuola Karl-Johan, Göteborg
- 1917-1918 Villa Snellmann, Djursholm
- 1917-1921 Lister County Courthouse, Sölvesborg
- 1917-1920 Cappella del Bosco nel Cimitero del Bosco, Stoccolma Foto
- 1920-1928 Biblioteca civica, Stoccolma
- 1922-1923 Cinema Skandia, Stoccolma
- 1930 Esposizione di Stoccolma
- 1932-1937 Laboratorio batteriologico
- 1933-1935 Magazzini Brendenberg a Stoccolma
- 1934-1937 Ampliamento del municipio, Göteborg
- 1935-1940 Crematorio nel Cimitero del Bosco, Stoccolma Foto
- 1937 la propria casa di vacanza, Stennäs Hästnäsviken